# Ocell senil
L'ocell senil (Hypergerus atriceps) és una espècie d'ocell passeriforme que pertany a la família Cisticolidae i l'únic membre del gènere Hypergerus. Es distribueix a l'oest d'Àfrica, des del sud del Senegal a Camerun i el nord de Zaire.

## Descripció
Fa uns 20 cm de llarg incloent-hi la cua. Té potes fortes i un llarg bec negre. Els adults són de color oliva clar a la part superior, groc a la part inferior i tenen una caputxa negra. Tots dos sexes són similars en aparença, però els joves són de coloració més apagada.

## Comportament
Habita típicament a matolls densos, generalment a prop de l'aigua. Construeix un gran niu desordenat suspès de fulles de palmera. Com la majoria dels cisticòlids, és insectívor. El cant és un sonor xiulet a duet "toooo-ooo-eee-oooo, oooo-ooo-eee-oooo". El mascle sempre guia el duet i les femelles responen, encara que això es fa d'una manera temporalment més solta.